# 社區組織
社區組織是指旨在對社區的社會健康，福祉和整體功能進行預期的改進的組織。社區組織發生在受地理，社會，文化，精神和/或數字限制的社區中。
社區組織包括社區工作，社區項目，社區發展，社區賦權，社區建設和社區動員。它是在社區項目，鄰里，組織，志願協會，地方和社交網絡中組織社區的常用模型，可以作為圍繞地理，共享空間，共享經驗，興趣，需求和/或關注點動員的方式。
社區組織是一個過程，社區可以通過該過程確定需求或目標，採取行動，並通過此過程在社區內發展合作與協作的態度和做法。 （Murray G. Ross，1967年）。
社區組織不同於以衝突為導向的居民組織，後者通過向既定權力結構施壓以衝擊當權者達至短期改變。社區組織著眼長期和短期的改變，通過直接行動和建立既定權力結構之外的組織，手性上通常包括包容性網絡，人際組織，傾聽，反思，非暴力溝通，合作，互助和社會關懷，預兆性政治，普及教育和直接民主。
社區組織在解決需求以及實現短期和長期目標方面可能比大型，官僚化的組織更為有效。當代的社區組織，稱為新社區組織，包含了全球在地化的觀點和組織方法。機構，團體和活動的多樣性並不一定定義社區組織。但是，現有組織，資產，活動以及關係，新結構和社區的演變，相互作用，集成和協調等因素是社區組織特有的特徵。
社區組織通常可能導致人們對社區環境有更多的了解。它的特點是社區建設，社區規劃，直接行動和動員，促進社區變革，以及最終在更大的社會制度和權力結構以及地方化的內部變革。
社區組織通常在非營利組織的內部運作，而資金通常直接用於支持組織活動。在全球化的背景下，信息通信技術的普及，新自由主義和緊縮政策已導致許多組織面臨複雜的挑戰，例如任務漂移和國家和私人出資者的直接介入。這些政治和經濟條件導致一些人尋找替代性資金來源，例如按服務收費，眾籌和其他創新途徑。

## 涵義
社區組織與社區發展是相互關聯的，兩者都源於社區工作。為了實現社區發展的目標，使用了社區組織方法。聯合國認為，社區發展涉及發展中國家在經濟，自然和社會方面的全面發展。為了實現整體發展，使用了社區組織。在社區發展中，諸如民主程序，自願合作，自助，領導力發展，意識和宣傳等方面被認為是重要的。社區組織也將這些方面視為重要。

## 社區組織的主要模型
在1970年，Jack Rothman 制定了社區組織的三種基本模式。

### 地區發展模型
地區發展模式是一種基於增能理念的社會工作實務模式。主要通過支持和提升社區成員的自助及互助能力，通過溝通協作及鏈接社區內外資源，來解決社區問題，促進社區發展。

### 社會策劃模型
社會策劃模式又稱社會計劃模式，是指相關的專家或權威機構通過嚴謹的調查研究，對社區問題進行分析，制訂並選取最優的工作計劃，自上而下推動社區解決問題和滿足社區成員的需要。

### 社會行動模型
社會行動模式受激進人文主義影響，認為人們處於困境，並非自身原因，而是外部環境（如社會制度和社會結構）所造成的，如弱勢群體問題。因此，通過組織處於弱勢的社區成員，進行集體行動（如靜坐、游行等），爭取社會媒介的關注和傳播來增強影響力，促使外界環境改變，從而維護自身權益，解決問題和滿足社區成員的需要。
在1990年代後期，Jack Rothman重新審視了地區發展，社會策劃和社會行動這三種社區組織模型，並表示這套分類過於僵化，因為「社區過程變得更加複雜和多樣化，必須以不同的更巧妙的更具穿透力的方式處理問題。」 這引伸出更闊的看法，認為模型應更廣泛，更細微，更具情境，更相互聯繫。 他認為，將類型學重新定義成重疊的和互相整合的，可以確保 practitioners of any stripe [have] a greater range in selecting, then mixing and phasing, components of intervention。
Jack Rothman 的三種社區組織基本模型已經受到批評和擴展。女權主義社區組織學者Cheryl Hyde批評他的mixing and phasing無法超越僵化的分類組織類型，因為他們缺乏dimensions of ideology, longitudinal development...commitment within community intervention and incorporati[on] [of] social movement literature。